# Бета² Стрельца
Бета² Стрельца (лат. Beta² Sagittarii) — звезда в зодиакальном созвездии Стрельца. Видна невооружённым глазом, обладает видимой звёздной величиной +4,29. На основе измерения годичного звёздного параллакса, равного 24,31 миллисекунды дуги, получена оценка расстояния 134 световых года от Солнца.
На основе данных о вариациях собственного движения было получено свидетельство наличия второго компонента, то есть система представляет собой астрометрическую двойную звезду. Компоненты носят обозначения Бета² Стрельца A (официальное название  Аркаб Постериор /ˈɑrkæb pɒˈstɪəriər/) и B.

## Название
β² Стрельца — это обозначение Байера для звёздной системы. Обозначения двух компонентов Бета² Стрельца A и B соответствуют правилу, используемому в Вашингтонском каталоге кратных звёзд (WMC) для кратных звёздных систем, эти обозначения приняты Международным астрономическим союзом (IAU).
В 2016 году Международный астрономический союз организовал работу Working Group on Star Names (WGSN) для каталогизации и стандартизации собственных названий звёзд. WGSN утвердила название Аркаб Постериор для звезды Бета² Стрельца 5 октября 2016 года, под таким названием звезда входит в Список утверждённых МАС названий звёзд. В случае если название относится к кратной звёздной системе, и если явным образом не указано обозначение объекта в системе, то собственное название следует относить к более яркому компоненту по видимой звёздной величине.
В китайской астрономии название 天淵 (Tiān Yuān), означающее Небесная весна, относится к астеризму, состоящему из Беты² Стрельца, Беты¹ Стрельца и Альфы Стрельца. Название самой Беты² Стрельца — 天淵一 (Tiān Yuān yī, рус. Первая звезда небесной весны).

## Свойства
Houk (1978) относит видимый компонент системы (Бета² Стрельца A) к спектральному классу F, полная спектральная классификация такова: F2/3 V. Однако Malaroda (1975) относит звезду к гигантам спектрального класса F. Объект быстро вращается, проекция скорости вращения составляет 155 км/с. При этом звезда имеет сплюснутую форму, экваториальное утолщение таково, что экваториальный радиус на 22% превышает полярный. Бета² Стрельца обладает массой 1,4 массы Солнца, а возраст оценивается в 933 миллиона лет.